# Heartbreaker (песня G-Dragon)
«Heartbreaker» — песня лидера южнокорейской группы Big Bang G-Dragon, которая стала заглавным синглом его дебютного сольного студийного альбома Heartbreaker. Выпущенный 18 августа 2009 года, он возглавил многие цифровые чарты после выпуска, включая Mnet и Melon. К концу 2009 года было продано более 3 миллионов цифровых дистрибуций сингла, а к концу 2011 года было продано в общей сложности 4 407 355 цифровых копий. Ремикс при участии американского рэпера Flo Rida был выпущен как часть первого концертного альбома GD Shine a Light 30 марта 2010 года.

## Клип
В начале музыкального видео предстаёт G-Dragon в освещенной комнате в чёрном костюме, перчатках и солнцезащитных очках. Затем камера переходит к нему в серебристо-черном костюме с сердцем вокруг глаза. Артист находится в комнате в футуристическом стиле, сидя на диване под яблоней, в окружении множества женщин. Во время пения он пьет напиток из банки, рядом с голографической девушкой, шепчущей ему что-то на ухо. В начале припева, G-Dragon танцуюет на белом фоне в сопровождении танцоров-мужчин в масках. Когда начинается второй куплет, он под простыней ест яблоко, где следы от укусов имеют форму сердца. Также он танцует на чёрном фоне в смокинге в сопровождении подтанцовки.
При повторном припеве, GD танцует на том же фоне в серебряном жилете в сопровождении тех же танцоров в масках. Затем он появляется в той же освещенной комнате с самого начала, в красной куртке с телефонным принтом. Когда артист поет бридж, он идет по коридору, на стенах которого много яблок. Прикоснувшись к одной, он видит голограмму своей «сердцеедки» и пытается до неё дотянуться. Затем на его пути появляется кирпичная стена. Пока G-Dragon поет последние строки песни, он начинает бить кулаком по стене. Сломав, наконец, препятствие, он падает на землю и смотрит вверх, но оказывается в объятиях любимого человека. Видео заканчивается тизером клипа G-Dragon «Breathe».
Музыкальное видео стало хитом на GomTV, где, как сообщается, всего за 18 дней оно набрало 5 миллионов просмотров. Благодаря успеху своего видео G-Dragon был удостоен награды «Артист месяца» от GomTV.
По состоянию на декабрь 2022 клип имеет 66 миллионов просмотров на YouTube.

## Обвинения в плагиате
Sony Music обвинила G-Dragon в плагиате за то, что «Heartbreaker» имеет сходство с «Right Round» Флоу Райды (2009). EMI, у которых также были права на «Right Round», заявили, что не видят сходства между двумя песнями. Sony Korea отказала G-Dragon в возможности дальнейшего продвижения трека без выплаты репараций. 21 сентября 2009 г., журнал Sisa, новостная программа на MBC, заявила, что официальные лица Sony, как сообщается, отправили YG Entertainment предупреждающие письма о плагиате. Законный представитель Sony заявил: «Это было трудное решение для музыкальных критиков», однако они решили, что есть сходство, и соответственно направили продюсерской компании и её композиторам письмо с предупреждением. Однако YG Entertainment заявили, что ничего не было решено или юридически определено и что «письмо», полученное YG от Sony, не считалось судебным иском; компания также заявила, что не получила прямого ответа от американских издателей по этому поводу.

### Ремикс
6 марта 2010 года YG Entertainment объявили, что они лично связались с представителями Флоу Райды, и что рэпер появится в качестве исполнителя в новой версии «Heartbreaker», которая будет являться бонус-треком в первом концертном альбоме G-Dragon Shine a Light, который был выпущен 30 марта 2010 года. Ремикс достиг восьмой строчки в цифровом чарте Gaon.

## Список композиций
- Цифровая дистрибуция

1. «Heartbreaker» — 3:23

- Heartbreaker — Ремиксы

1. Heartbreaker (при участии Flo Rida) — 3:24
2. Heartbreaker (Ремикс Choice 37) — 3:37

## Награды и номинации
| Год  | Организация                  | Награда                               | Итог      | Прим.  |
| ---- | ---------------------------- | ------------------------------------- | --------- | ------ |
| 2009 | Cyworld Digital Music Awards | Песня месяца (сентябрь)               | Победа    | [ 9 ]  |
| 2009 | Cyworld Digital Music Awards | Премия «Выбор Тинга»                  | Победа    | [ 9 ]  |
| 2009 | Cyworld Digital Music Awards | Премия Бонсан                         | Победа    | [ 9 ]  |
| 2009 | Mnet Asian Music Awards      | Лучший мужской артист                 | Номинация | [ 10 ] |
| 2009 | Mnet Asian Music Awards      | Лучшее House & Electronic выступление | Номинация | [ 10 ] |

| Программа         | Дата             |
| ----------------- | ---------------- |
| KBS2 Music Bank   | 28 августа 2009  |
| KBS2 Music Bank   | 4 сентября 2009  |
| KBS2 Music Bank   | 11 сентября 2009 |
| KBS2 Music Bank   | 18 сентября 2009 |
| KBS2 Music Bank   | 25 сентября 2009 |
| SBS Inkigayo      | 6 сентября 2009  |
| SBS Inkigayo      | 13 сентября 2009 |
| SBS Inkigayo      | 20 сентября 2009 |
| Mnet M! Countdown | 10 сентября 2009 |
| Mnet M! Countdown | 17 сентября 2009 |
| Mnet M! Countdown | 24 сентября 2009 |